# Źródło Borowca
Źródło Borowca – źródło na Garbie Tenczyńskim na Wyżynie Krakowsko-Częstochowskiej w Lesie Zwierzynieckim (w części Celiny), w Dolinie Borowca, z którego wypływa Borowcówka. Znajduje się na terenie Tenczyńskiego Parku Krajobrazowego pomiędzy miejscowościami Nawojowa Góra (na jej terenie administracyjnym) i Młynka, przy granicy gmin Krzeszowice i Gminy Zabierzów.
Zlokalizowane jest ok. 500 m na północ od leśniczówki Kopce we Frywałdzie i ok. 600 m na południe od południowo-wschodnich krańców zabudowań w Nawojowej Górze w powiecie krakowskim, oraz ok. 250 m na północ od A4 (E40). Koło źródła prowadzi szlak turystyczny.